# اندرو فیندل
اندرو فیندل (انگلیسی: Andrew Findlay; ح. 1899 – ۱۹۷۶ (۷۶−۷۷ سال)) بازیکن فوتبال بود.